# Рено де Шатильон
Рено́ де Шатильо́н (фр. Renaud de Châtillon, лат. Rainaldus de Castellione; ок. 1123 — 4 июля 1187) — французский рыцарь, участник Второго крестового похода. Приехав на восток бедным младшим сыном, стал одним из наиболее богатых и влиятельных сеньоров Святой земли, князем Антиохии (1153—1160) и лордом Трансиордании (1177—1187). Воевал с арабами, армянами и Византией, провёл 15 лет в арабском плену в Алеппо, был казнён лично Саладином. Современными историками считается безответственным авантюристом, приведшим к падению Иерусалима.

## Краткая биография
Родился младшим сыном в благородной французской семье, но присоединился ко Второму крестовому походу в 1147 году практически без средств и остался в Иерусалимском королевстве в качестве наёмника. В 1153 году женился на княгине Констанции, став правителем Антиохии. Постоянно нуждаясь в средствах, вымогал их из латинского патриарха Антиохии Эмери Лиможского, которого захватил в плен и пытал, разграбил остров Кипр в 1155 году, после чего тот не восстановится. Был усмирён византийским императором Мануилом I Комнином, лично пришедшим в Антиохию во главе большого похода.
Во время рейда в долине Евфрата был схвачен в плен арабами в 1160 или 1161 году. Про период в плену практически ничего не известно, был освобождён в 1176 году за большую сумму. Из-за смерти жены потерял право на княжество Антиохию, но женился на Стефании де Милли, наследнице Трансиордании, а также получил Хеврон от иерусалимского короля Балдуина IV, став одним из богатейших баронов Святой земли, а позднее и регентом больного проказой Балдуина IV. Контролировал караванные пути между Египтом и Сирией, владениями Саладина, из-за чего вёл с ним постоянные войны — победил его в битве при Монжизаре, а в 1183 году осуществил поход вдоль Красного моря — единственный случай, когда христианские войска угрожали святыням ислама.
В конфликте вокруг престолонаследия Иерусалима встал на сторону сестры Балдуина IV Сибиллы и её мужа Ги де Лузиньяна, которые благодаря его помощи смогли сохранить власть в королевстве. В конце 1186 или начале 1187 года Рено спровоцировал Саладина на войну с Иерусалимским королевством — крестоносцы потерпели поражение в битве при Хаттине, армия была практически уничтожена, а через два месяца Саладин захватил Иерусалим. Во время битвы Рено попал в плен и был казнён лично Саладином после отказа принять ислам.

## Ранние годы

### Молодость
Про ранние годы Рено известно очень мало. Долгое время он считался сыном Джоффри, графа Гиени, но в 1989 году Жан Ришар возвёл его происхождение к Эрве II, лорду Донзи, влиятельной бургундской семье. Предположительно Рено родился около 1123 года. Он унаследовал сеньорию Шатильон-сюр-Луар. Согласно одному из его писем, часть его наследства была «насильно и несправедливо конфискована».
В 1153 году он упомянут как наёмник в армии Балдуина III, правителя Иерусалимского королевства, во время осады Аскалона. Считается, что он прибыл в Святую землю со Вторым крестовым походом короля Людовика VII (отправившимся из Франкии в 1147 году и вернувшимся в 1149 году) и в 1151 году отправился в Антиохийское княжество вместе с Балдуином III. Как пишет историк XII века Вильгельм Тирский, отрицательно настроенный к нему, по прибытии в Святую землю Рено был «почти что обычным солдатом».

### Женитьба
28 июня 1149 года князь Антиохии Раймунд де Пуатье погиб вместе с армией в битве при Инабе  Княжество осталось как почти без защиты, так и без предводителя: Балдуин III как минимум трижды приходил ему на помощь в течение следующих лет. Балдуин III пытался убедить вдову Раймунда и свою двоюродную сестру, Констанцию, повторно выйти замуж, но она отказывалась как от его кандидатов, так и от кандидата императора Мануила I Комнина.
Мужем Констанции стал Рено де Шатильон. Возможно, он уже был обручён с ней, или же их помолвка произошла при поездке Рено в княжество во время осады Аскалона. Помолвка держалась в секрете до её одобрения Балдуином III. Йеошуа Правер пишет о его непосредственном участии в осаде Аскалона, где он, возможно, отличился и тем нашёл милость в глазах Балдуина, в результате чего король одобрил его брак. Рено взошёл на княжение около мая 1153 года, при этом, по замечанию Вильгельма Тирского, жители Антиохии были поражены тому, что их «известная, могущественная и благородная» княгиня вышла за «какого-то рыцаря-наёмника».

## Князь Антиохии
В позиции князя Антиохии Рено поддержали венецианские купцы, которым он подтвердил привилегии при занятии трона Антиохии, а его главным оппонентом стал богатый патриарх Антиохии Эмери Лиможский. Эмери отказался платить Рено, за что тот посадил его в тюрьму и подверг пыткам, но был вынужден отпустить его по требованию Балдуина III, забравшего его в Иерусалим.
Император Византии Мануил предложил Рено признать его при условии, что тот отправится в поход против Киликийской Армении, восставшей против Византии, но обещал компенсировать затраты на поход. После победы над армянами при Искендеруне в 1155 году, отвоёванная территория Сирийских ворот перешла во владение тамплиеров, вероятно, она была передана им Рено де Шатильоном.
Рено постоянно нуждался в средствах, но Мануил не выплатил обещанной компенсации, поэтому он вместе с армянским правителем Торосом II напал на византийский Кипр, в течение трёх недель в начале 1156 года подвергнув его разорению, от которого остров до конца не восстановится. Из-за угрозы прихода императорского флота они покинули остров, предварительно заставив всех жителей выплатить выкуп за себя и забрав наиболее обеспеченных в плен в Антиохию.
В 1158 году, Мануил Комнин уже сам возглавляет третью и последнюю компанию в Киликии и Сирии. Вторгшиеся византийские войска с боями захватывают Киликийскую равнину, в результате чего Торос, отступив, закрепляется в горах.
Чтобы улучшить отношения между Византией и Иерусалимским королевством начались переговоры о браке Балдуина и племянницы Мануила — Феодоры Комнины.
Рено, видя, что он остался один, поспешил явиться к Мануилу и просить пощады. Патриарх Эмери, призывавший императора к мести, требовал выдать ему Рено. Император согласился. Но вскоре Рено предстал перед собранием в одной рубашке, без кольчуги и с мечом в левой руке, привязанной веревкой на шее. В таком виде он предстал перед императором Мануилом. Несмотря на требования Эмери (которого император перестал считать патриархом Антиохии), Мануил простил Рено.
Сразу после этого Рено де Шатийон принимает присягу на верность византийскому императору.
Спустя некоторое время между Мануилом и Торосом заключается мирный договор, по которому последний получает часть императорских полномочий, при этом в Киликии, согласно этому же договору, должен был постоянно находится византийский ставленник с военным гарнизоном.
Балдуин III не был рад расширению власти Византии в княжестве Антиохия, которая принадлежала и империи и королевству. Но Балдуин планировал начать войну с Египтом, поэтому он стремился укрепить отношения с Византией.
К тому же у Балдуина был и иной повод быть недовольным Рено. После того как в июле-августе 1157 года произошло землетрясение, многие мусульманские города оказались разрушены. Нур ад-Дин Занги был серьёзно болен. Пользуясь этим крестоносцы вместе с отчимом Балдуина — Тьерри Фландрским отправились осаждать города (входившие в Антиохию) Шатель-Руж, Шейзар-на-Оронте. Когда у мусульман был захвачен Шейзар, то его отдали Тьерри. Рено потребовал или вернуть в состав Антиохии или вассальной клятвы от Тьерри.
В Иерусалимском королевстве не принимали Рено всерьез, поэтому отвергли его требования и в конце 1157 Шейзар был оставлен.
Рено принялся устраивать набеги на владения соседей мусульман. В ноябре 1160 года Рено попал в плен.

## Плен
Почти ничего не известно о пятнадцати годах жизни Рено в плену. Вместе с ним находился граф Эдессы Жослен III, попавший в плен на несколько месяцев раньше.
В отсутствие Рено его жена Констанция была отстранена от управления княжеством Балдуином III, назначившим патриарха Эмери регентом над её сыном Боэмундом III. В 1163 году, вскоре после совершеннолетия сына, Констанция умерла, и её смерть лишила Рено права на престол Антиохии, хотя он сохранил своё влиятельное положение благодаря семейным связям. Так, его падчерица Мария вышла за византийского императора Мануила I Комнина в 1161 году, а его родная дочь Агнесса — за будущего короля Венгрии Белу III позднее.
В 1176 году Рено был вместе с Жосленом и другими пленными христианскими правителями освобожден за выкуп Гюмюштекином, правителем Алеппо, благодаря помощи христиан против Саладина, а 1 сентября они прибыли в Иерусалим. Выкуп составил 120 тысяч золотых динаров, что показывало высокое положение Рено, и, вероятно, был выплачен Мануилом Комнином.

## Лорд Трансиордании
После освобождения Рено де Шатильон стал союзником Агнесы де Куртене, сестры Жослена и матери молодого короля Иерусалима Балдуина IV, больного проказой.

### Начальные годы
После женитьбы на Стефании де Милли, наследнице Трансиордании получил Хеврон от иерусалимского короля Балдуина IV, став одним из богатейших баронов Святой земли, а позднее и регентом больного проказой Балдуина IV. В результате этого он контролировал караванные пути между Египтом и Сирией.
Саладин повёл свою армию в Аскалон, в результате похода он потерпел поражение в битве при Монжизаре, которая стала одним из крупных поражений Саладина.

### Борьба с Саладином
18 ноября 1181 года Саладин, узнав о смерти эмира Алеппо Ас-Салиха Исмаила аль-Малика пытался захватить город. Узнав об этом Рено совершил поход в Табук, но племянник Саладина Фаррух-шах пытался захватить Алеппо. В результате Рено захватил караван и посадил в тюрьму людей из каравана. Балдуин IV потребовал их освобождения, но Рено не подчинился. Из-за этого он был удалён со двора, но благодаря Раймунду III помирился с королём.
Саладин пытался с помощью флота захватить Бейрут, но потерпел неудачу. Брат Саладина Аль-Адиль разгромил христианский флот, в результате чего попавшие в плен воины были казнены.
Рено захватил город Акаба, что дало ему базу для операций против священного города ислама — Мекки. Узнав об этом, Саладин организовал военный поход и осадил Керак, в котором происходила свадьба между пасынком Рено Онфруа IV де Тороном и Изабеллы Иерусалимской, сестры короля Балдуина IV. По мере продолжения свадебной церемонии Салах ад-Дин велел войскам не бомбардировать покои молодоженов, но давление на Керак продолжил. Гонцам удалось бежать из города и доложить королю Балдуину IV об осаде.
Балдуин IV немедленно собрал войско и выступил к крепости в сопровождении своего регента, Раймунда III. Молодой король с детства страдал от проказы, тем не менее сам встал во главе армии, хотя большую часть пути его несли на носилках. Христианские силы прибыли в то время, когда Салах ад-Дин все ещё пытался разрушить стены Керака. Однако, опасаясь одновременного удара крестоносцев армии Балдуина IV и защитников крепости с двух сторон, он снял осаду.

### Назначение королей
16 марта 1185 году умер король Балдуин IV. Престол, как и было оговорено ранее, унаследовал сын Сибиллы Балдуин V при регентстве графа Триполи. Личным телохранителем семилетнего короля оставался Жослен III, граф Эдессы. Рено де Шатильон и другие бароны считали законной преемницей Сибиллу, а партия Раймунда III, вдовствующей королевы Марии Комнины и Ибелинов желала видеть на троне дочь Марии Изабеллу.
Высшая курия поставила условие, что коронация королевы может состояться только в том случае, если Сибилла разведётся с Ги де Лузиньяном. Выбор нового мужа был оставлен на её усмотрение, и Сибилла была коронована как единоличная правительница Иерусалима. В итоге условие баронов не было выполнено: ступив на престол, Сибилла объявила, что выбирает в мужья Ги де Лузиньяна и короновала его.

## Смерть
Войны шли с переменным успехом. В 1187 году началась очередная война между Египтом и Иерусалимским королевством. Она была спровоцирована де Шатильоном. Но в этой войне иерусалимская армия была уничтожена, сам Иерусалим взят штурмом, а Рено попал в плен.

После отказа принять мусульманскую веру Рено де Шатильон, 5-й князь Антиохии и 7-й лорд Трансиордании, был лично казнён Салах ад-Дином, правителем Египта.

## Семья
Первая жена Рено, Констанция (род. 1128), была единственной дочерью князя Антиохии Боэмунда II и его жены Алисы. Констанция заняла трон своего отца в 1130 году и вышла за Раймунда де Пуатье, сына герцога Аквитании, в 1136 году. Тот погиб в 1149 году, а в 1153 Констанция вышла за Рено, ставшего правителем Антиохии.
Их старшая дочь Агнесса в начале 1170-х переехала в Константинополь и вышла за жившего тогда в Византии Белу III, младшего брата Иштвана III и короля Венгрии, от которого она родила 7 детей до своей смерти в 1184 году. Их вторая дочь, Алиса, стала в 1204 году третьей женой итальянского князя Аццо VI д’Эсте. Балдуин Антиохийский, возможно, был сыном Рено и Констанции или её сыном от первого брака.
Вторая жена Рено, Стефания де Милли (ок. 1145—1197), была младшей дочерью правителя Наблуса Филиппа де Милли и Изабеллы Трансиорданской, наследницы лорда Трансиордании Мориса Монреальского. Её первый муж, Онфруа III де Торон, умер около 1173 года. После этого она унаследовала Трансиорданию, а в начале 1174 года вышла за Миля де Планси, который был убит в октябре 1174 года.

## В культуре
В фильме Ридли Скотта «Царство небесное» (2005) роль Рено де Шатильона исполнил ирландский актёр Брендан Глисон.